# 1996 Stock (métro de Londres)

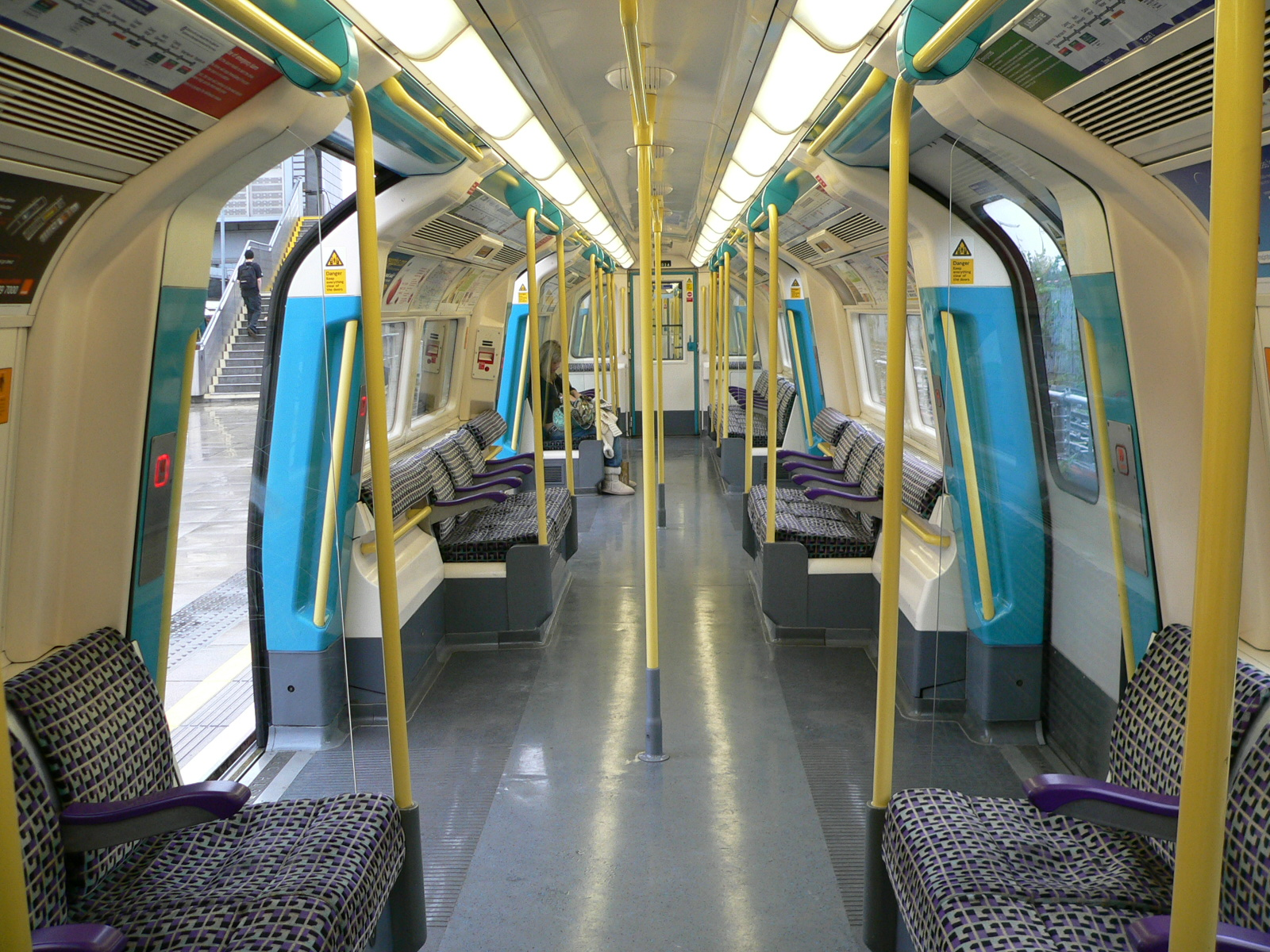
Intérieur d'une rame 1996 Stock sur la Jubilee Line.

Les 1996 Stock sont des rames de métro circulant dans le métro de Londres sur la Jubilee Line. 63 rames de 7 voitures ont été livrées par Alstom. Elles sont similaires aux  1995 Stock de la Northern Line.

## Histoire
A l'occasion du prolongement de la Jubilee Line, Transport for London passa commande de 59 nouvelles rames auprès d'Alstom en 1996. Elles remplaceront également les  1983 Stock considérés comme peu fiables (les portes à simple ventail de ces dernières ralentissaient le transfert de voyageurs, et les rames avaient aussi des problèmes d'éclairage et au niveau des moteurs). Quatre nouvelles rames ont été commandées en 2003.

## Caractéristiques
Construites par Alstom à Birmingham, les 1996 Stock sont des rames de type tube, telles que la plupart des rames circulant sur le réseau londonien. Elles ressemblent aux 1995 Stock —du même constructeur—, bien que leur design intérieur et leur bruit moteur diffèrent. Elles vont à la vitesse maximale de 100 km/h.